# Francen van den Blocke
Francen van den Blocke (französisch François van den Blocke; * um 1520/30; † nach 1572) war ein flämischer Bildschnitzer in Mechelen.

## Leben und Wirken
1549 und 1552 wurde Francen van den Blocke als Lehrling in Mechelen erwähnt.
1556/57 schuf er Holzschnitzereien im Saal des dortigen Rathauses. 1562 bildete er selbst einen Lehrling aus. Von 1572 ist die letzte Erwähnung erhalten.
Frances van den Blocke war mit Ursula verheiratet. Er war ein Vorfahre der Bildhauer- und Malerfamilie van den Blocke, die besonders in Danzig tätig war. Familienangehörige waren
- Aegidius van den Blocke, 1562 erste Erwähnung, Bildhauer in Danzig, Bruder oder Sohn
- Willem van den Blocke (um 1550?–1628), bedeutender Bildhauer in Danzig, Sohn